# Ловягин, Пётр Ермолаевич
Пётр Ермолаевич Ловягин (4 сентября 1897 года, с. Архангельское, ныне Каменский район, Тульская область — 13 марта 1971 года, Москва) — советский военный деятель, генерал-лейтенант (1944 год).

## Начальная биография
Родился 4 сентября 1897 года в селе Архангельское ныне Каменского района Тульской области.

## Военная служба

### Первая мировая и гражданская войны
В мае 1916 года был призван в ряды Русской императорской армии и направлен в 253-й пехотный полк, дислоцированный в Гороховце, где служил рядовым и младшим унтер-офицером. В феврале 1917 года был направлен на учёбу в 4-ю Московскую школу прапорщиков, после окончания которой в июне того же года был назначен на должность младшего офицера роты 190-го запасного пехотного полка, дислоцированного в Клязьме. В декабре был демобилизован из рядов армии в чине прапорщика.
В январе 1919 года был призван в ряды РККА и назначен на должность помощника командира роты 1-го запасного полка, дислоцированного в Вятке. С мая того же года служил в 1-м Белорецком социалистическом полку (30-я стрелковая дивизия) на должностях помощника командира и командира роты, командира батальона, помощника командира полка. Дивизия вела боевые действия против войск под командованием адмирала А. В. Колчака, принимая участие в ходе Пермской, Петропавловской, Омской, Новониколаевской и Красноярской операций и в боевых действиях на иркутском направлении. Осенью 1920 года дивизия участвовала в боях против войск под командованием генерала П. Н. Врангеля на территории Крыма. В 1920 году за личное мужество в боях был награждён орденом Красного Знамени.

### Межвоенное время
В январе 1922 года был назначен на должность командира батальона (256-й учебно-кадровый полк), а в июле — на должность командира батальона 90-го Уральского полка. В апреле 1923 года был направлен на учёбу на Харьковские высшие повторные курсы старшего комсостава РККА, после окончания которых с 1924 года служил в 89-м Чонгарском стрелковом полку на должностях командира батальона и начальника штаба полка.
В августе 1926 года был направлен на учёбу в Военную академию имени М. В. Фрунзе, после окончания которой в июне 1929 года был назначен на должность начальника оперативной части штаба 8-го стрелкового корпуса. С января 1931 года служил в Военной академии имени М. В. Фрунзе на должностях адъюнкта, руководителя кафедры общей тактики, начальника 1-го сектора учебного отдела, начальника и комиссара 2-го курса основного факультета.
Приказом РВС СССР № 13 от 1934 года награждён золотыми часами.
В мае 1936 года был назначен на должность начальника штаба 43-й стрелковой дивизии, дислоцированной в Великих Луках, в июле 1937 года — на должность начальника Минского военного училища, а в ноябре того же года — на должность начальника Военной академии химической защиты имени К. Е. Ворошилова.

### Великая Отечественная война
С началом войны находился на прежней должности.
В декабре 1941 года был назначен на должность командира 102-й стрелковой дивизии, ведшей оборонительные боевые действия под Лисичанском, в мае 1942 года — на должность начальника штаба 24-й армии, после чего принимал участие в ходе оборонительных боевых действий в районе Миллерово и на рубеже рек Северский Донец и Дон.
В августе был назначен на должность начальника штаба 9-й армии, в сентябре — на должность заместителя командира 10-го гвардейского стрелкового корпуса, участвовавшего в битве за Кавказ и ведшего оборонительные и наступательные боевые действия на рубеже Терек.
В октябре был назначен на должность командира 10-го стрелкового корпуса, который после завершения формирования вёл оборонительные боевые действия на орджоникидзевском направлении, в ходе которых корпус был вынужден отступить с занимаемых позиций, за что в начале ноября был отстранён от должности. За невыполнение боевой задачи по приговору Военного трибунала Северной группы войск Закавказского фронта от 28 декабря 1942 года был приговорен к 10 годам ИТЛ, но определением Военной коллегии Верховного суда СССР от 6 апреля 1943 года действие приговора было приостановлено и дело из-за отсутствия состава преступления прекращено.
С мая 1943 года исполнял должность заместителя командира 31-го гвардейского стрелкового корпуса, а в июне был назначен на должность командира 55-го стрелкового корпуса, который принимал участие в ходе Донбасской и Миусской наступательных операций, а также в освобождении городов Снежное, Чистяково, Горловка. За умелое командование корпусом в этих операциях Ловягин был награждён орденом Кутузова 2-й степени. Вскоре корпус принимал участие в ходе Мелитопольской и Крымской наступательных операций, а также в освобождении Севастополя, после чего корпус выполнял задачи по охране побережья.
В марте 1945 года был назначен на должность командира 88-го стрелкового корпуса (Дальневосточный фронт), который в августе того же года принял участие в ходе Харбино-Гиринской наступательной операции, во время которой захватил коммуникации войск противника из портов Северной Кореи в Центральную и Восточную Маньчжурию. Вскоре корпус во взаимодействии с Тихоокеанским флотом принимал участие в ходе освобождения городов и портов восточного побережья Северной Кореи. За успешные боевые действия по освобождению Северной Кореи был награждён орденом Суворова 2-й степени.

### Послевоенная карьера
После окончания войны находился на прежней должности.
В августе 1946 года был назначен на должность командира 65-го стрелкового корпуса (Приморский военный округ). После окончания Высшей военной академии имени К. Е. Ворошилова в апреле 1949 года был назначен на должность начальника Управления боевой и физической подготовки Московского военного округа. С декабря 1953 года состоял в распоряжении Главного управления кадров Министерства обороны СССР и в феврале 1954 года был назначен на должность старшего военного советника командующего войсками военного округа НОАК.
С декабря 1957 года состоял в распоряжении главнокомандующего Сухопутными войсками и в октябре 1958 года вышел в запас. Умер 13 марта 1971 года в Москве. Похоронен на Введенском кладбище (29 уч.).

## Воинские звания
- майор (5.12.1935)
- полковник (21.07.1937)
- комбриг (17.02.1938)
- генерал-майор (4.06.1940)
- генерал-лейтенант (16.05.1944)

## Награды
- Орден Ленина (21.02.1945);
- Три ордена Красного Знамени (1920, 3.11.1944, …);
- Два ордена Суворова 2-й степени (16.05.1944, 26.08.1945);
- Два ордена Кутузова 2-й степени (2.10.1943, 14.02.1944);
- Медали;
- Орден Облаков и Знамени (КНР).